# Citroën C1
Citroën C1 — микролитражный городской автомобиль, являющийся совместной разработкой компаний PSA Peugeot Citroën и Тойота. Собирается на предприятии Toyota Peugeot Citroën Automobile Czech, s.r.o. (TPCA) в городе Колин, Чехия.

## Первое поколение
Кузов C1 был разработан Донато Коко в однообъемной конфигурации. И на пятидверном C1, и на 107, но не на Aygo, задняя группа задних фонарей простирается от края задних дверей до заднего стекла без отчетливо выраженной « задней стойки ». [ нужна ссылка ] C1 оснащен трехцилиндровым двигателем объемом 1,0 л, который имеет экономию топлива  4,6 л / 100 км или 1,4 л. четырехцилиндровый дизельный двигатель с экономией топлива 68,9 миль на галлон (по методу ЕС в британских галлонах; по методу ЕС 4,1 л/100 км; около 48,8 миль на галлон в США по методу США). По данным немецкого журнала Der Spiegel , C1 является серийным автомобилем со вторым по эффективности расходом топлива как среди бензиновых двигателей (после Toyota Prius )  , так и среди дизельных двигателей (после Smart Fortwo mhd ).
В январе 2010 года PSA Peugeot Citroën объявила, что отзывает около 100 000 автомобилей C1 и Peugeot 107 после отзыва Toyota по всему миру из-за заедания педали акселератора, от которого страдает Aygo. При определенных обстоятельствах педаль может застрять в частично нажатом положении или медленно вернуться в выключенное положение.  C1 стал популярным как дешевый гоночный автомобиль для гонок на выносливость , похожий на своего предшественника Citroën 2CV.

### Комплектации
- Vibe, доступный в трехдверном или пятидверном исполнении, был базовой и самой дешевой моделью. Не было центрального замка, тахометра, кондиционера или электрических стеклоподъемников. Доступно только с двигателем 1.0i.
- В этой комплектации Rhythm, доступной в трехдверном или пятидверном исполнении, добавлен центральный замок с дистанционным управлением, боковые зеркала в цвет кузова, две боковые подушки безопасности и тахометр двигателя. В этой комплектации были доступны дизельный двигатель 1.4 HDi и бензиновый двигатель 1.0i.
- Code, доступный в трехдверном или пятидверном исполнении, добавлен к спецификации Rhythm за счет 14-дюймовых легкосплавных дисков, сидений с полукожаной отделкой, хромированных вставок внутренней отделки и крышки перчаточного ящика. В этой комплектации были доступны дизельный двигатель 1.4 HDi и бензиновый двигатель 1.0i.

Специальные выпуски
- Cool – на основе Vibe, с добавлением кондиционера и синей ткани сидений/вставок на приборной панели, доступных в цветах Lipizan White или Damas Blue.
- Airplay - на основе Rhythm, с добавлением полной возможности подключения iPod, подставки для iPod, iPod Nano на 4 ГБ , а также цветных вставок на приборной панели и дверных ручек. Ранние модели были доступны с яркими закрученными наклейками. Эта модель была первоначально представлена на Британском международном автосалоне 2006 года в июле 2006 года.

Дизайнер Франко Сбарро создал модифицированный C1 под названием GT-C1 , концепция дизайна которого повторяет ту же тему, что и его предыдущий концепт Citroën Xsara Picasso Cup. Экстремальный кузов включает в себя очень широкие колеса и двери типа «крыло чайки», а также модифицированный двигатель объемом 1,6 л от Citroën C2 VTS и тормоза, заимствованные из Citroën C4 WRC .
В Португалии и Греции предлагается версия коммерческого фургона под названием Entreprise, оснащенная дизельным двигателем объемом 1,4 л и доступная только в трехдверном кузове для городского использования. Его брат 107 также предлагает идентичную версию.
В Соединенном Королевстве ныне несуществующая компания Electric Car Corporation с 2009 по 2012 год продавала электромобиль на базе C1 под названием Citroën C1 ev'ie .

### Рестайлинг, 2009 г.
В январе 2009 года Citroën C1 подвергся фейслифтингу одновременно с Peugeot 107 и Toyota Aygo .
Обновленный C1 имеет обновленный передний бампер и решетку радиатора, соответствующие семейному облику Citroën. Также были добавлены три новых цвета и пересмотрены уровни отделки салона: базовые модели Vibe стали «VT», а Rhythm — «VTR». Были использованы более прочные ткани сидений, а графика управления вентиляцией была обновлена для лучшей читаемости, а все модели получили новые колпаки колес.
Специальное издание «Splash» было доступно при запуске, хотя это было строго ограниченное издание. Это было основано на базовом «VT». Однако в нем был кондиционер, проигрыватель компакт-дисков и электрические передние стеклоподъемники. Модель Splash была доступна в цветах Electra Blue или Lipizan White. Electra Blue поставлялась с белыми наружными зеркалами, а Lipizan White — с глянцевыми черными наружными зеркалами.

### Рестайлинг, 2012 г.
В марте 2012 года Citroën произвел дальнейшую реконструкцию. Изменения включали измененный бампер, капот, рулевое колесо и CD проигрыватель; Светодиодные дневные ходовые огни, новая синяя краска «Botticelli Blue» и улучшенная экономия топлива.
В линейку обновленного C1 были добавлены две новые комплектации - Platinum и Edition, обе в стандартной комплектации поставлялись с легкосплавными дисками, светодиодными противотуманными фарами, кожаным рулевым колесом и рычагом переключения передач, а Platinum добавила спойлер и хромированную внутреннюю отделку. Когда они были представлены, VTR+ стал комплектацией начального уровня.
С 2012 по 2014 год автомобиль был переименован в Citroën C1 eco для греческого рынка.

### Надёжность
Статистика поломок, представленная Немецким автомобильным клубом в мае 2010 года, поместила Citroën C1 (который в данных сгруппирован с Peugeot 107 и Toyota Aygo) на вершину класса малолитражных автомобилей с точки зрения низкого уровня поломок, достигнутого для автомобилей в возрасте от один и четыре года. Отстающими в классе были Chevrolet Matiz (автомобили 0-3-летнего возраста) и Smart Fortwo (автомобили 4-5-летнего возраста).
| Модель   | Двигатель | Объём   | Мощность        | Крутящий момент                          | 0-100 км/ч (0-62 миль в час) | Максимальная скорость    | Выбросы CO 2 (г/км) |
| -------- | --------- | ------- | --------------- | ---------------------------------------- | ---------------------------- | ------------------------ | ------------------- |
| 1.0i 12V | i3        | 998 см³ | 67 л.с (50 кВт) | 93 Нм (69 фунт-сила-фут) при 3600 об/мин | 14,3 с                       | 160 км/ч (99 миль в час) | 106                 |

| Модель     | Двигатель | Объём    | Мощность        | Крутящий момент                           | 0-100 км/ч (0-62 миль в час) | Максимальная скорость    | Выбросы CO 2 (г/км) |
| ---------- | --------- | -------- | --------------- | ----------------------------------------- | ---------------------------- | ------------------------ | ------------------- |
| 1.4 HDi 8V | i4        | 1398 см³ | 54 л.с (40 кВт) | 130 Нм (96 фунт-сила-фут) при 1750 об/мин | 15,6 с                       | 155 км/ч (96 миль в час) | 109                 |

### Безопасность
| Euro NCAP                                      | Euro NCAP | Euro NCAP | Euro NCAP |
| ---------------------------------------------- | --------- | --------- | --------- |
| Рейтинги                                       | Пассажир  |           | 26        |
| Рейтинги                                       | Ребёнок   |           | 37        |
| Рейтинги                                       | Пешеход   |           | 14        |
| Протестированная модель: Citroën C1 1,0 (2005) |           |           |           |

Также автомобиль прошел тест Euro NCAP в 2012 году:
| Euro NCAP                                                       | Euro NCAP | Euro NCAP | Euro NCAP             |
| --------------------------------------------------------------- | --------- | --------- | --------------------- |
| · общий рейтинг                                                 |           |           |                       |
| 68%                                                             | 73%       | 53%       | 71%                   |
| взрослый пассажир                                               | ребёнок   | пешеход   | активная безопасность |
| Протестированная модель: Toyota Aygo 1,0 High Grade, LHD (2012) |           |           |                       |

## Второе поколение
На Женевском автосалоне 2014 года Citroën представил обновленный C1, который также будет производиться на заводе Toyota Peugeot Citroën Automobile Czech (TPCA) на совместном предприятии с Peugeot 108 и Toyota Aygo . Была представлена модель кабриолета с фиксированным профилем под названием Airscape со складной брезентовой крышей, доступная как в 3, так и в 5-дверной конфигурации.